# Santuario de Anubis

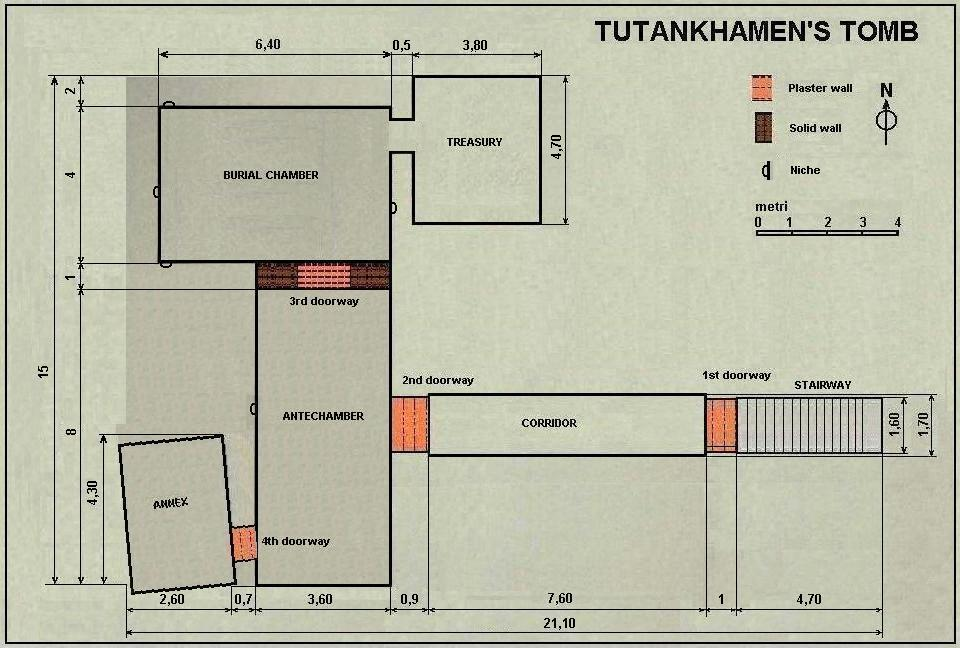
Planta de la tumba de Tutankamón.

El santuario de Anubis forma parte de los objetos funerarios del antiguo faraón egipcio Tutankamón (XVIII dinastía, Imperio Nuevo). Su tumba fue descubierta casi intacta el 4 de noviembre de 1922 en el Valle de los Reyes al oeste de Tebas por Howard Carter. Hoy el objeto, con el número de descubrimiento 261, está expuesto en el Museo Egipcio de El Cairo, con el número de inventario JE 61444. 

## Descubrimiento
El santuario de Anubis fue encontrado detrás de la entrada sin muro que lleva de la cámara funeraria al Tesoro. El santuario, con una figura de Anubis encima, miraba al oeste. Detrás se encontraba el templete canópico con los vasos canopes del faraón dentro. Durante los trabajos en la cámara funeraria, la entrada fue bloqueada con planchas de madera, de forma que el trabajo de limpieza y recogido no deteriorara los objetos. La investigación y limpieza de la sala comenzó durante la quinta campaña de excavación (22 de septiembre de 1926 - 3 de mayo de 1927) y Carter describe por primera vez el santuario de Anubis en su diario de excavación el 23 de octubre de 1927. 

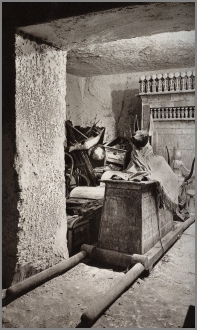
Fotografía de la tumba de Tutankamón en 1922. Fotografía de Harry Burton (1879–1940).

## Estatua de Anubis
La estatua de Anubis, representado bajo forma animal como un chacal echado en posición de alerta, estaba unida al techo del santuario. La estatua es de madera, pintada de negro. El interior de las orejas, las cejas y el borde de los ojos, así como el cuello y la banda atada en torno al cuello, chapados en pan de oro. El blanco de los ojos es de calcita y las pupilas de obsidiana. Las uñas son de plata, que era más preciosa que el oro en el Antiguo Egipto, al ser más escasa.
La estatua de Anubis estaba envuelta en un paño de lino que data del séptimo año del faraón Akenatón, según los jeroglíficos escritos en tinta en él. Debajo, una muy fina gasa de lino estaba atada en la parte delantera del cuello. Un ramo estaba enrollado al cuello de la figura, con lotos y acianos entrelazados, atados detrás de la cabeza. 
Entre sus patas se encontraba originalmente una paleta de escritura en marfil que lleva el nombre de la hija mayor de Akenatón, Meritatón. 
La estatua de Anubis fue separada del techo del santuario el 25 de octubre de 1926, a fin de transportarla de manera segura a través de la cámara funeraria al exterior de la tumba y al laboratorio el día siguiente, con el santuario en el palanquín. 
Una estatua de Anubis similar fue encontrada en la tumba del faraón Horemheb (KV57), excepto que sus decoraciones eran de piedras preciosas, sustraídas por los antiguos ladrones.

## Santuario

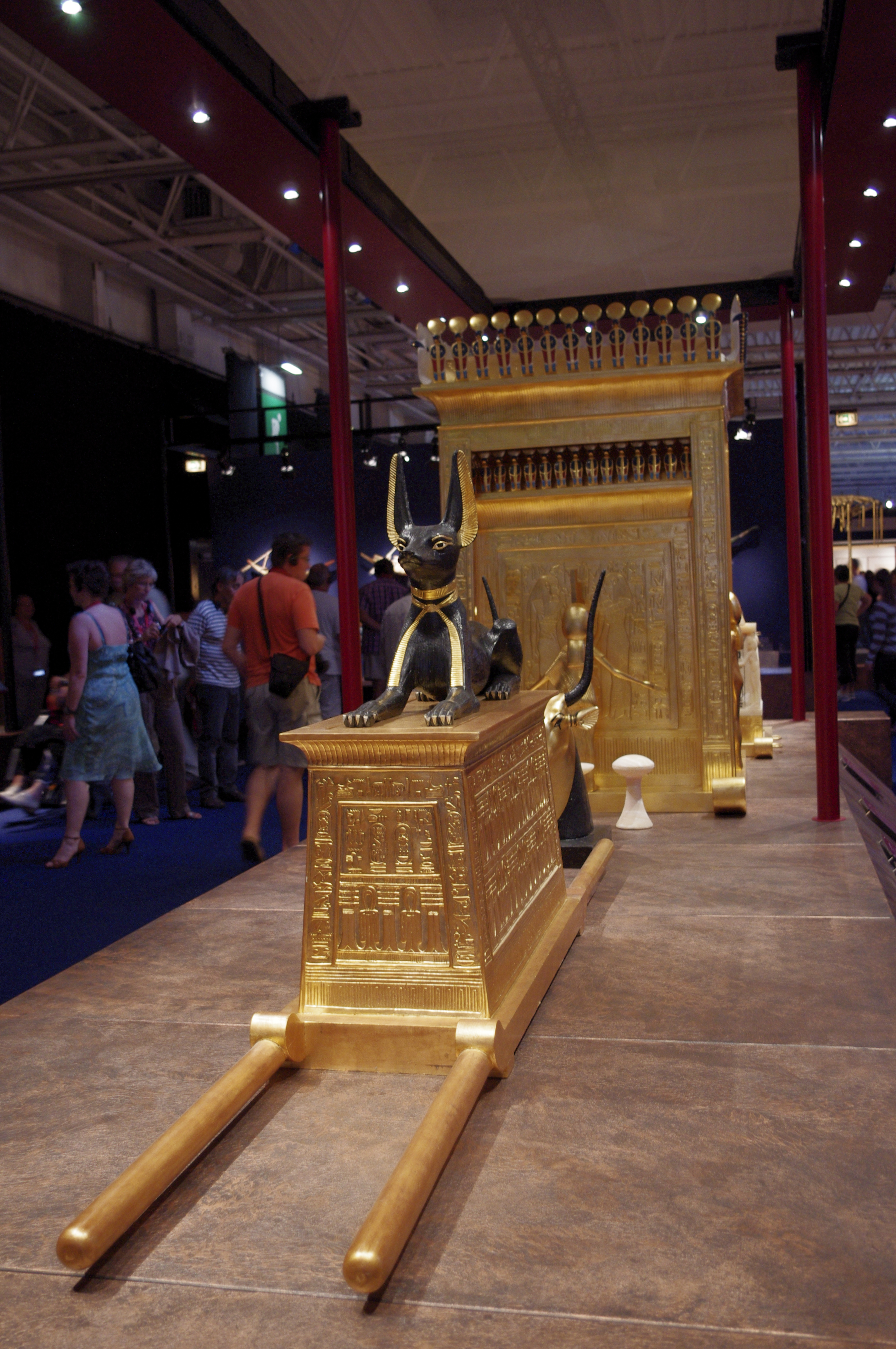
Santuario con figura de Anubis del tesoro de Tutankamón, en la exposición de París en 2012.

El santuario es trapezoidal. En su archivo, Howard Carter lo describe como un pilono, estructuras exteriores ante los grandes templos, como los de Karnak y File, a las cuales se parece en la forma. Como el chacal, el santuario es también de madera, recubierta de estuco y chapada con hojas de oro. La decoración superior muestra el pilar djed, un símbolo de fortaleza y estabilidad ligado estrechamente al dios Osiris alternado con el tyet, un nudo mágico que puede representar la vida, como el ankh, y es un símbolo de la diosa Isis. Inscripciones jeroglíficas se extienden horizontalmente a lo largo del borde superior y verticalmente a lo largo de los lados sobre todas las caras del santuario. No hay ninguna inscripción sobre la base. Las inscripciones invocan dos manifestaciones de Anubis: Imiut (Jmj wt - "El que está en su embalaje") y Khenti-Seh-netjer (Ḫntj-sḥ-nṯr - "El primero en la sala del dios"). Dentro del santuario se encuentran cuatro bandejas pequeñas y un gran compartimento. Estos contienen un conjunto de joyas, amuletos y objetos cotidianos, cuya función no está totalmente clara. Howard Carter sospechaba que estaban relacionados con el ritual de momificación. Por ejemplo, se encontraron pequeñas figuritas con forma de momia y de pata de ganado. Entre los amuletos, había una figurilla de Tot, un dios-halcón probablemente Ra-Harajtis, y un cetro de papiro.
En el compartimento de las joyas, destacan ocho pectorales separados de sus cadenas y envueltos en lino, que lo mismo podrían ser del rey que pertenecer a los ocho sacerdotes que habían acompañado el cortejo fúnebre y efectuado los rituales. En uno que mostraba a la diosa Nut, Carter descubrió el nombre de 'Akenatón', modificado para leer 'Tutankamón'. Otros tres tenían forma de escarabajo y uno era el famoso escarabajo-corazón del rey, tallado en feldespato verde. Estos amuletos normalmente se colocaban entre las vendas de la momia, sobre la zona del corazón.

## Función y significado

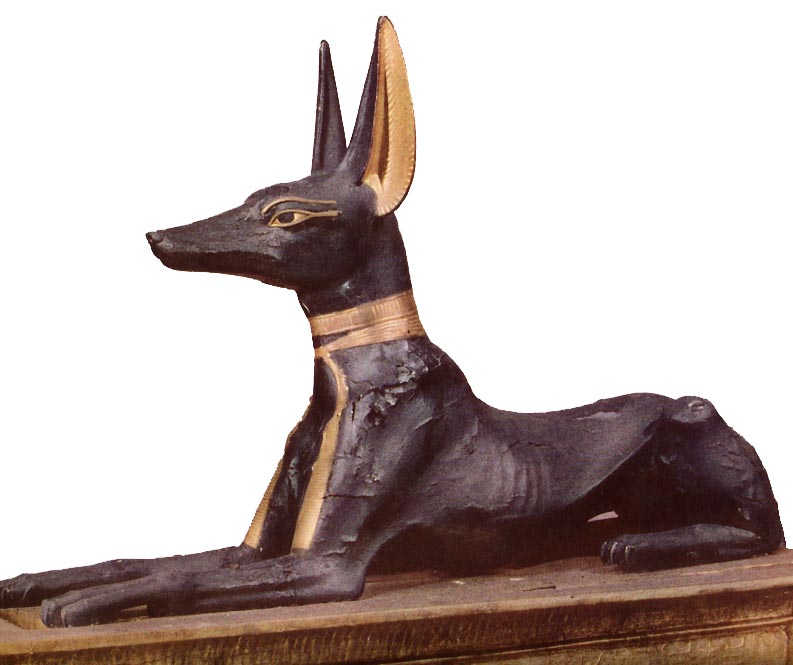
El dios Anubis sobre el santuario.

El santuario estaba ubicado sobre un palanquín, con dos largas andas o varas para transportarlo. Así que el santuario de Anubis probablemente fue utilizado en la procesión funeraria del rey y finalmente ubicado ante el templete canópico en la sala. Esto y la orientación de la estatua y del santuario de Anubis hacia el oeste, la dirección del Más Allá en la creencia egipcia antigua, muestran el rol del dios Anubis como guardián de la necrópolis tebana. Esto se pone de manifiesto en un pequeño ladrillo de arcilla cruda, conocido como ladrillo mágico, encontrado a la entrada del cuarto de almacenaje, frente al santuario. Este era el quinto ladrillo mágico encontrado en la tumba de Tutankamón (en general, se colocaban cuatro, cada uno en los puntos cardinales). 
Según Carter, el ladrillo había sido ubicado a la entrada del almacén por una razón, porque el ladrillo tenía una fórmula mágica escrita, destinada a proteger al difunto: "Soy yo quien impide a la arena asfixiar el cuarto secreto, y que rechaza al que lo rechaza con la llama del desierto. Prendí fuego al desierto (?), Me he equivocado de camino. Estoy para la protección del difunto."
La inscripción sobre este ladrillo fue el origen de la popular supuesta maldición de los faraones,  propagada por la prensa internacional de la época en numerosas versiones diferentes antes que la traducción original. 
La estatua del chacal echado sobre el santuario es la misma postura y forma el jeroglífico (lista Gardiner: E16) para nombrar al dios Anubis. No obstante, este jeroglífico significa igualmente el título jnpw ḥrj-s tȝ ("Anubis sobre los misterios"), aparentemente con un doble significado: observador y maestro de los misterios.